# Collection Lucile Audouy
De Collection Lucile Audouy is een private kunstverzameling van Franse symbolisten bijeengebracht door Lucile Audouy en haar overleden echtgenoot, Paul Audouy.

## Situering
De kunstcollectie omvat zo'n 300 schilderijen, beelden en tekeningen van Franse symbolisten uit de periode 1890-1914. In deze kunst, als reactie op het realisme van Gustave Courbet en het zintuigelijke esthetiserende impressionisme, bepaalt niet de werkelijkheid maar de gedachte, een stemming of de emotie het onderwerp. Het symbolisme was ook een reactie op het positivisme van Auguste Comte en de teloorgang van de spiritualiteit als gevolg van de industriële revolutie en het ongeremde geloof in de wetenschap.
Terugkerende symbolistische thema’s zijn de femme fatale, dromen en visioenen met thema's uit religie, mythologie en historie en het geïdealiseerde landschap. Tegenover de realiteit van elke dag stond het escapisme centraal. Werk van schilders en beeldhouwers als Maurice Denis, Gustave Moreau, Odilon Redon, Charles-Marie Dulac, Carlos Schwabe, Émile-Antoine Bourdelle en Camille Claudel behoren tot de collectie.
Zoals de werken van Jan Toorop zijn alle schilderijen uit de collectie voorzien van een mooie bewerkte omlijsting, als wezenlijk onderdeel van het werk.
De collectie Audouy heeft een permanent onderkomen in een royaal 19e-eeuws landhuis bezuiden Parijs. De verzameling omvat ook portretten van de belangrijkste exponenten van het Franse symbolisme zoals Mallarmé, Verlaine, Baudelaire en Guilloux, telkens vergezeld door een gedicht.
Onderdelen van de collectie worden regelmatig buiten Frankrijk tentoongesteld. Rond de jaarwisseling 2007-2008 vond een deel van de collectie een tijdelijk onderkomen in het centrum Singer Laren met een tentoonstelling genoemd "Schilders van de Ziel. Symbolisme in Frankrijk".